# Колодкевич, Николай Николаевич
Николай Николаевич Колодкевич (1850 или 10 [22] июля 1849, Седнев, Черниговская губерния или Черниговская губерния — 1889 или 23 июля [4 августа] 1884, Петропавловская крепость или Алексеевский равелин Петропавловской крепости) — русский революционер, народоволец.

## Биография
Родился в дворянской семье. Учился в Киевском университете, в 1876 году исключен за революционную деятельность. Член Народной Воли с момента её создания, участник Липецкого и Воронежского съездов народников. Колодкевич входил в Исполнительный Комитет, участвовал в подготовке покушений на Александра II в Одессе и Петербурге. 26 января 1881 года арестован. По Процессу двадцати в феврале 1882 года приговорен к смертной казни, замененной бессрочными каторжными работами. Умер 23 июля 1884 года в Алексеевском равелине Петропавловской крепости. Фактический муж Геси Гельфман и отец их дочери, умершей в воспитательном доме через несколько месяцев после рождения (12.10.1881) в Доме предварительно заключения. 13.02.1882 умерла и Геся, не получив медицинской послеродовой помощи от гнойного воспаления брюшины.